# Epicopeia hainesii
Epicopeia hainesii là một loài bướm đêm thuộc họ Epicopeiidae. Nó được tìm thấy ở bán đảo Triều Tiên, Nhật Bản và Đài Loan.
Sải cánh dài 55–60 mm.